# Victor Naessens
Victor Naessens, né à Egem le 29 février 1864 et décédé le 12 décembre 1954 à Bruxelles, est un militaire belge. Il s'est distingué en tant que commandant du fort de Loncin durant la bataille de Liège en août 1914.

## Biographie
Victor Naessens s'engage comme volontaire au 5e régiment d'artillerie le 9 octobre 1884. Il gravit les échelons et est nommé commandant du Fort de Loncin en juillet 1907. Il survit à la tragique explosion de l'ouvrage le 15 août 1914 et est fait prisonnier par les Allemands qui le retrouvent inconscient dans les décombres. Il est interné en Suisse pour le restant de la guerre, et est rapatrié en Belgique le 30 novembre 1918. Il continuera d'occuper différents postes dans l'artillerie et notamment au sein de la position fortifiée de Liège.
Il épouse Marie Massin (1872-1953), une Visétoise, le 20 mars 1919. Il est élevé au grade de général-major à titre honorifique en 1951. Veuf, il épouse, le 11 juin 1953, sa gouvernante Juliette Célestine Marceline Bonhomme. Il décède le 12 décembre 1954 à Bruxelles. Il repose aux côtés de sa première épouse au cimetière de Devant-le-Pont, sur la rive gauche de la Meuse à Visé, estimant ne pas avoir le droit de reposer aux côtés de ses hommes tombés au combat alors que lui y avait survécu.